# Droga wojewódzka nr 280

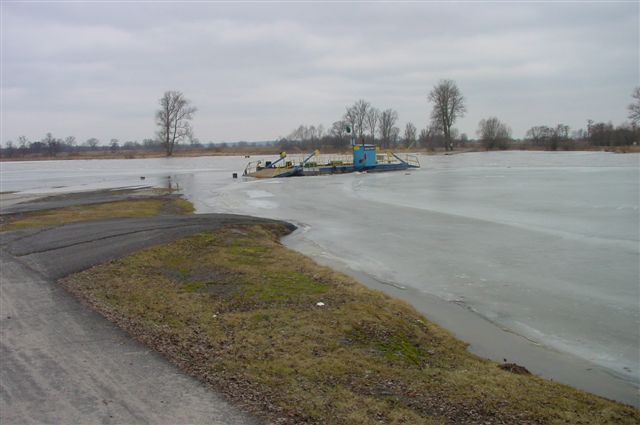
Brody - prom przecinający drogę na Odrze oraz sama droga (po lewej stronie)

Droga wojewódzka nr 280 (DW280) – droga wojewódzka leżąca w zachodniej Polsce. Arteria łączy centrum Zielonej Góry z Czerwieńskiem i Brodami. W Brodach znajduje się przeprawa promowa przez rzekę Odrę.

## Historia numeracji i kategorii
Nieznana jest historia numeracji trasy przed 1986 rokiem – na ówcześnie wydawanych mapach i atlasach samochodowych droga była oznaczana jako lokalna („droga inna”); w niektórych wydaniach brakowało fragmentów przebiegu.
Aktualny numer wprowadzono 14 lutego 1986 r., na mocy uchwały Rady Ministrów z 2 grudnia 1985 r.
W latach 1985–1998 posiadała kategorię drogi krajowej. Od 1 stycznia 1999 r. jest drogą wojewódzką.

## Dopuszczalny nacisk na oś
Od 13 marca 2021 roku na drodze dozwolony jest ruch pojazdów o nacisku pojedynczej osi napędowej do 11,5 tony, z wyjątkiem miejsc oznaczonych znakiem zakazu B-19.

### Do 13 marca 2021 r.
We wcześniejszych latach na całej długości drogi największy dopuszczalny nacisk na pojedynczą oś wynosił 8 ton.

## Miejscowości na trasie
- Zielona Góra
- Płoty
- Czerwieńsk
- Brody